# Liste der Baudenkmäler in Bellinghoven
Die Liste der Baudenkmäler in Bellinghoven enthält die denkmalgeschützten Bauwerke auf dem Gebiet der Stadt Erkelenz im Kreis Heinsberg in Nordrhein-Westfalen (Stand: Oktober 2011). Diese Baudenkmäler sind in der Denkmalliste der Stadt Erkelenz eingetragen; Grundlage für die Aufnahme ist das Denkmalschutzgesetz Nordrhein-Westfalen (DSchG NRW).

| Bild                   | Bezeichnung            | Lage                               | Beschreibung | Bauzeit         | Eingetragen seit  | Denkmal- nummer |
| ---------------------- | ---------------------- | ---------------------------------- | --- | --------------- | ----------------- | --------------- |
| Pumpe                  | Pumpe                  | Bellinghoven Am Kapellchen Karte   | 19. Jahrhundert, Gusseisen.                                                                                                | 19. Jahrhundert | 30. November 1983 | 51              |
| Backsteinhof           | Backsteinhof           | Bellinghoven Am Kapellchen 1 Karte | Backstein-Hof, Wohnhaus 2 Geschosse, seitlich Obergeschoss Fachwerk, Fachwerkscheune, Erdgeschoss-Fenster z. T. verändert. | um 1800         | 30. November 1983 | 52              |
| Backstein-Fachwerk-Hof | Backstein-Fachwerk-Hof | Bellinghoven Am Kapellchen 3 Karte | Backstein-Fachwerk-Hof, Wohnhausfront Backstein, 2 Geschosse, 3 Achsen, Toreinfahrt.                                       | um 1800         | 30. November 1983 | 53              |